# Kimi no ita gosenfu
Kimi no ita gosenfu (君のいた五線譜?) è il terzo singolo della rock band visual kei giapponese Moran. È stato pubblicato il 12 novembre 2008 dall'etichetta indie SPEED DISK.
Il singolo è stato stampato in una sola versione in confezione jewel case contenente un CD audio ed un DVD video.

## Tracce
Dopo il titolo è indicata fra parentesi "()" la grafia originale del titolo.
1. Cactus aka (カクタス亜科?) - 3:36 (Hitomi - Zill)
2. LOSERS'THEATER (LOSERS'THEATER?) - 4:00 (Hitomi - Zill)
3. Kimi no ita gosenfu (君のいた五線譜?) - 5:01 (Hitomi - Velo)

### DVD
1. Kimi no ita gosenfu (君のいた五線譜?); videoclip
2. Spot televisivi

## Altre presenze
- Cactus aka:
  - 03/07/2009 - Replay
- LOSERS'THEATER:
  - 03/07/2009 - Replay
- Kimi no ita gosenfu:
  - 03/07/2009 - Replay

## Formazione
- Hitomi - voce
- Velo - chitarra
- Zill - basso
- Soan - batteria